# 2014-es U20-as női labdarúgó-világbajnokság
A 2014-es U20-as női labdarúgó-világbajnokság ( FIFA U-20 Women's World Cup 2014) a 7. ilyen jellegű torna. A tornát 16 válogatott részvételével augusztus 5. és 24. között rendezik Kanadában.

## Helyszínek
A mérkőzéseket az alábbi helyszíneken játsszák:
| Edmonton             | Moncton                                | Montréal         | Toronto                             |
| -------------------- | -------------------------------------- | ---------------- | ----------------------------------- |
| Commonwealth Stadium | Moncton Stadium                        | Olimpiai Stadion | National Soccer Stadium (BMO Field) |
| Férőhely: 60 081     | Férőhely: 10 000 (20 000-ig bővíthető) | Férőhely: 66 308 | Férőhely: 21 859                    |
|                      |                                        |                  |                                     |

## Játékvezetők
A FIFA összesen 13 játékvezetőt, 5 tartalék-játékvezetőt és 26 asszisztens jelölt ki.
| Konföderáció | Játékvezetők                                                                                                | Asszisztensek |
| ------------ | --- | --- |
| AFC          | Csin Liang (Qin Liang) Jamagisi Szacsiko Ri Hjangok (Ri Hyang Ok) (tartalék)                                | Fang Jen (Fang Yan) Allyson Flynn Sarah May Yee Ho Liang Csien-ping (Liang Jianping)                                                                        |
| CAF          | Therese Sagno Thérèse Neguel (tartalék)                                                                     | Tempa Justine Fouti N’Da Trhas Gebreyohanis |
| CONCACAF     | Quetzalli Alvarado Godinez Carol Anne Chenard Margaret Domka Michelle Pye (tartalék)                        | Marie-Josée Charbonneau Mayte Ivonne Chavez Garcia Marlene Duffy Suzanne Morisset Shirley Susana Perello Lopez Veronica Perez                               |
| CONMEBOL     | Jesica Salome Di Iorio Claudia Ines Umpierrez Rodriguez (tartalék)                                          | Mariana Betina Corbo Odone Maria Eugenia Rocco |
| OFC          | Finau Vulivuli                                                                                              | Jacqueline Stephenson Sarah Walker |
| UEFA         | Kirsi Heikkinen Katerina Monzul Esther Staubli Bibiana Steinhaus Carina Vitulano Kulcsár Katalin (tartalék) | Ella De Vries Anu Jokela Chrysoula Kourompylia Sian Massey Anna Nystrom Tonja Paavola Yolando Pargo Rodriguez Lucie Ratajova Katrin Rafalski Marina Wozniak |

## Lebonyolítás
A csoportkörben minden csapat a másik három csapattal egy-egy mérkőzést játszott, így összesen 6 mérkőzésre került sor mind a négy csoportban. A csoportokból az első két helyezett jutott tovább a negyeddöntőbe. Minden csoportban az utolsó két mérkőzést azonos időpontban játszották. A negyeddöntőtől egyenes kieséses rendszerben folytatódott a torna.

## Csoportkör
Sorrend meghatározása
1. több szerzett pont az összes mérkőzésen
2. jobb gólkülönbség az összes mérkőzésen
3. több lőtt gól az összes mérkőzésen
4. több szerzett pont az azonosan álló csapatok között lejátszott mérkőzéseken
5. jobb gólkülönbség az azonosan álló csapatok között lejátszott mérkőzéseken
6. több lőtt gól az azonosan álló csapatok között lejátszott mérkőzéseken
7. sorsolás

| Jelmagyarázat                                                                   |
| ------------------------------------------------------------------------------- |
| A csoportok első és második helyezettje bejutott az egyenes kieséses szakaszba. |
| A csoportok harmadik és negyedik helyezettje kiesett.                           |

### A csoport
| Csapat      | M | Gy | D | V | G+ | G– | Gk | P |
| ----------- | - | -- | - | - | -- | -- | -- | - |
| Észak-Korea | 3 | 2  | 0 | 1 | 5  | 2  | +3 | 6 |
| Kanada      | 3 | 2  | 0 | 1 | 4  | 3  | +1 | 6 |
| Ghána       | 3 | 2  | 0 | 1 | 3  | 4  | –1 | 6 |
| Finnország  | 3 | 0  | 0 | 3 | 4  | 7  | –3 | 0 |

| 2014. augusztus 5. 17:00 (23:00) |

| Finnország    | 1–2               | Észak-Korea                                                        |
| ------------- | ----------------- | ------------------------------------------------------------------ |
| Laaksonen 28' | (1–2) Jegyzőkönyv | Kim Szohjang (Kim So Hyang) 15' Cshö Jungjong (Choe Yun Gyong) 27' |

| BMO Field, Toronto Nézőszám: 14 834 Játékvezető: Quetzalli Alvarado (mexikói) |

| 2014. augusztus 5. 20:00 (2:00) |

| Kanada | 0–1               | Ghána       |
| ------ | ----------------- | ----------- |
|        | (0–1) Jegyzőkönyv | Sumaila 22' |

| BMO Field, Toronto Nézőszám: 14 834 Játékvezető: Bibiana Steinhaus (német) |

| 2014. augusztus 8. 17:00 (23:00) |

| Ghána | 0–3               | Észak-Korea                                                           |
| ----- | ----------------- | --------------------------------------------------------------------- |
|       | (0–1) Jegyzőkönyv | Ri Unsim (Ri Un Sim) 6' 78' Cson Szojon (Jon So Yon) 90+4' (11-esből) |

| BMO Field, Toronto Nézőszám: 16 503 Játékvezető: Carina Vitulano (olasz) |

| 2014. augusztus 8. 20:00 (2:00) |

| Kanada                              | 3–2               | Finnország    |
| ----------------------------------- | ----------------- | ------------- |
| Beckie 48' Sanderson 50' Prince 80' | (0–2) Jegyzőkönyv | Kemppi 3' 21' |

| BMO Field, Toronto Nézőszám: 16 503 Játékvezető: Jamagisi Szacsiko (japán) |

| 2014. augusztus 12. 19:00 (1:00) |

| Észak-Korea | 0–1               | Kanada     |
| ----------- | ----------------- | ---------- |
|             | (0–0) Jegyzőkönyv | Beckie 65' |

| Olimpiai Stadion, Montréal Nézőszám: 13 031 Játékvezető: Esther Staubli (svájc) |

| 2014. augusztus 12. 20:00 (1:00) |

| Ghána                  | 2–1               | Finnország |
| ---------------------- | ----------------- | ---------- |
| Sumaila 71' Cudjoe 86' | (0–0) Jegyzőkönyv | Kemppi 50' |

| Moncton Stadion, Moncton Nézőszám: 4 708 Játékvezető: Salomé di Iorio (argentin) |

### B csoport
| Csapat           | M | Gy | D | V | G+ | G– | Gk | P |
| ---------------- | - | -- | - | - | -- | -- | -- | - |
| Németország      | 3 | 2  | 1 | 0 | 12 | 6  | +6 | 7 |
| Egyesült Államok | 3 | 2  | 0 | 1 | 4  | 2  | +2 | 6 |
| Kína             | 3 | 0  | 2 | 1 | 6  | 9  | –3 | 2 |
| Brazília         | 3 | 0  | 1 | 2 | 2  | 7  | –5 | 1 |

| 2014. augusztus 5. 17:00 (1:00) |

| Németország              | 2–0               | Egyesült Államok |
| ------------------------ | ----------------- | ---------------- |
| Petermann 65' Panfil 90' | (0–0) Jegyzőkönyv |                  |

| Commonwealth Stadion, Edmonton Nézőszám: 10 101 Játékvezető: Jamagisi Szacsiko (japán) |

| 2014. augusztus 5. 20:00 (4:00) |

| Kína                      | 1–1               | Brazília   |
| ------------------------- | ----------------- | ---------- |
| Csang Csu (Zhang Zhu) 89' | (0–0) Jegyzőkönyv | Byanca 66' |

| Commonwealth Stadion, Edmonton Nézőszám: 10 101 Játékvezető: Esther Staubli (svájci) |

| 2014. augusztus 8. 17:00 (1:00) |

| Németország                                            | 5–5               | Kína |
| ------------------------------------------------------ | ----------------- | --- |
| Bremer 10' Däbritz 45+1' 68' (11-esből) Panfil 51' 71' | (2–1) Jegyzőkönyv | Csu Pej-jen (Zhu Beiyan) 40' 62' (11-esből) Tang Csia-li (Tang Jiali) 48' Lej Csia-huj (Lei Jiahui) 52' Csang Csen (Zhang Chen) 80' |

| Commonwealth Stadion, Edmonton Nézőszám: 10 025 Játékvezető: Quetzalli Alvarado (mexikói) |

| 2014. augusztus 8. 20:00 (4:00) |

| Egyesült Államok | 1–0               | Brazília |
| ---------------- | ----------------- | -------- |
| Horan 82'        | (0–0) Jegyzőkönyv |          |

| Commonwealth Stadion, Edmonton Nézőszám: 10 025 Játékvezető: Kirsi Heikkinen (finn) |

| 2014. augusztus 12. 19:00 (1:00) |

| Brazília  | 1–5               | Németország                            |
| --------- | ----------------- | -------------------------------------- |
| Carol 41' | (1–0) Jegyzőkönyv | Däbritz 50' 78' 90+1' Bremer 64' 90+3' |

| Olimpiai Stadion, Montréal Játékvezető: Carol Anne Chenard (kanada) |

| 2014. augusztus 12. 20:00 (1:00) |

| Egyesült Államok          | 3–0               | Kína |
| ------------------------- | ----------------- | ---- |
| Horan 19' 38' Lavelle 49' | (2–0) Jegyzőkönyv |      |

| Moncton Stadion, Moncton Játékvezető: Kulcsár Katalin (magyar) |

### C csoport
| Csapat    | M | Gy | D | V | G+ | G– | Gk | P |
| --------- | - | -- | - | - | -- | -- | -- | - |
| Nigéria   | 3 | 2  | 1 | 0 | 5  | 3  | +2 | 7 |
| Dél-Korea | 3 | 1  | 1 | 1 | 4  | 4  | 0  | 4 |
| Anglia    | 3 | 0  | 2 | 1 | 3  | 4  | –1 | 2 |
| Mexikó    | 3 | 0  | 2 | 1 | 3  | 4  | –1 | 2 |

| 2014. augusztus 6. 17:00 (22:00) |

| Anglia     | 1–1               | Dél-Korea                            |
| ---------- | ----------------- | ------------------------------------ |
| Harris 68' | (0–1) Jegyzőkönyv | I Szodam (Lee So-dam) 15' (11-esből) |

| Moncton Stadion, Moncton Nézőszám: 3587 Játékvezető: Carol Anne Chenard (kanadai) |

| 2014. augusztus 6. 20:00 (1:00) |

| Mexikó     | 1–1               | Nigéria       |
| ---------- | ----------------- | ------------- |
| Ibarra 23' | (1–1) Jegyzőkönyv | Igbinovia 42' |

| Moncton Stadion, Moncton Nézőszám: 3587 Játékvezető: Salomé di Iorio (argentin) |

| 2014. augusztus 9. 17:00 (22:00) |

| Anglia   | 1–1               | Mexikó        |
| -------- | ----------------- | ------------- |
| Mead 36' | (1–0) Jegyzőkönyv | Samarzich 70' |

| Moncton Stadion, Moncton Nézőszám: 4636 Játékvezető: Finau Vulivuli (Fidzsi-szigeteki) |

| 2014. augusztus 9. 20:00 (1:00) |

| Dél-Korea                | 1–2               | Nigéria            |
| ------------------------ | ----------------- | ------------------ |
| Kim Szoi (Kim So-yi) 72' | (0–2) Jegyzőkönyv | Dike 1' Ihezuo 36' |

| Moncton Stadion, Moncton Nézőszám: 4636 Játékvezető: Margaret Domka (amerikai) |

| 2014. augusztus 13. 18:00 (2:00) |

| Nigéria                          | 2–1               | Anglia    |
| -------------------------------- | ----------------- | --------- |
| Ayila 41' Oshoala 59' (11-esből) | (1–1) Jegyzőkönyv | Parris 5' |

| Commonwealth Stadion, Edmonton Nézőszám: 7301 Játékvezető: Csin Liang (Qin Liang) (kínai) |

| 2014. augusztus 13. 20:00 (2:00) |

| Dél-Korea                                                       | 2–1               | Mexikó        |
| --------------------------------------------------------------- | ----------------- | ------------- |
| I Gummin (Lee Gum-min) 43' I Szodam (Lee So-dam) 65' (11-esből) | (1–0) Jegyzőkönyv | Samarzich 74' |

| BMO Field, Toronto Nézőszám: 6914 Játékvezető: Katerina Monzul (ukrán) |

### D csoport
| Csapat        | M | Gy | D | V | G+ | G– | Gk  | P |
| ------------- | - | -- | - | - | -- | -- | --- | - |
| Franciaország | 3 | 3  | 0 | 0 | 12 | 1  | +11 | 9 |
| Új-Zéland     | 3 | 2  | 0 | 1 | 5  | 4  | +1  | 6 |
| Paraguay      | 3 | 1  | 0 | 2 | 2  | 6  | –4  | 3 |
| Costa Rica    | 3 | 0  | 0 | 3 | 2  | 10 | –8  | 0 |

| 2014. augusztus 6. 17:00 (23:00) |

| Franciaország                                                        | 5–1               | Costa Rica    |
| -------------------------------------------------------------------- | ----------------- | ------------- |
| Lavogez 7' (11-esből) 38' Robert 18' Villalobos 22' (öngól) Sarr 53' | (4–0) Jegyzőkönyv | Herrera 90+1' |

| Olimpiai Stadion, Montréal Nézőszám: 4812 Játékvezető: Csin Liang (Qin Liang) (kínai) |

| 2014. augusztus 6. 20:00 (2:00) |

| Új-Zéland               | 2–0               | Paraguay |
| ----------------------- | ----------------- | -------- |
| Rolston 40' Skilton 43' | (2–0) Jegyzőkönyv |          |

| Olimpiai Stadion, Montréal Nézőszám: 4812 Játékvezető: Katerina Monzul (ukrán) |

| 2014. augusztus 9. 17:00 (23:00) |

| Új-Zéland | 0–4               | Franciaország                          |
| --------- | ----------------- | -------------------------------------- |
|           | (0–1) Jegyzőkönyv | Diani 22' Lavogez 53' Le Bihan 80' 82' |

| Olimpiai Stadion, Montréal Nézőszám: 6844 Játékvezető: Therese Sagno (guineai) |

| 2014. augusztus 9. 20:00 (2:00) |

| Paraguay                      | 2–1               | Costa Rica  |
| ----------------------------- | ----------------- | ----------- |
| Romero 4' Mora 88' (11-esből) | (1–1) Jegyzőkönyv | Montero 29' |

| Olimpiai Stadion, Montréal Nézőszám: 6844 Játékvezető: Bibiana Steinhaus (német) |

| 2014. augusztus 13. 17:00 (23:00) |

| Costa Rica | 0–3               | Új-Zéland                         |
| ---------- | ----------------- | --------------------------------- |
|            | (0–1) Jegyzőkönyv | Skilton 24' Lee 69' O'Brien 90+4' |

| BMO Field, Toronto Nézőszám: 6914 Játékvezető: Kirsi Heikkinen (finn) |

| 2014. augusztus 13. 15:00 (23:00) |

| Paraguay | 0–3               | Franciaország                       |
| -------- | ----------------- | ----------------------------------- |
|          | (0–2) Jegyzőkönyv | Robert 5' (11-esből) 7' Tarrieu 77' |

| Commonwealth Stadion, Edmonton Nézőszám: 7301 Játékvezető: Margaret Domka (amerikai) |

## Egyenes kieséses szakasz
|  |                          |                  |                          |                         |   |               |                          |                          |                          |                          |               |       |       |
|  | Negyeddöntők             | Negyeddöntők     | Negyeddöntők             |                         |   | Elődöntők     | Elődöntők                | Elődöntők                |                          |                          | Döntő         | Döntő | Döntő |
|  | Negyeddöntők             | Negyeddöntők     | Negyeddöntők             |                         |   | Elődöntők     | Elődöntők                | Elődöntők                |                          |                          | Döntő         | Döntő | Döntő |
|  | augusztus 16. – Toronto  |                  |                          |                         |   |               |                          |                          |                          |                          |               |       |       |
|  |                          |                  |                          |                         |   |               |                          |                          |                          |                          |               |       |       |
|  | A1                       | Észak-Korea      | 1 (3)                    |                         |   |               |                          |                          |                          |                          |               |       |       |
|  | A1                       | Észak-Korea      | 1 (3)                    | augusztus 20. – Moncton |   |               |                          |                          |                          |                          |               |       |       |
|  | B2                       | Egyesült Államok | 1 (1)                    |                         |   |               |                          |                          |                          |                          |               |       |       |
|  | B2                       | Egyesült Államok | 1 (1)                    |                         |   | Észak-Korea   | Észak-Korea              | 2                        |                          |                          |               |       |       |
|  | augusztus 17. – Moncton  |                  |                          |                         |   | Észak-Korea   | Észak-Korea              | 2                        |                          |                          |               |       |       |
|  |                          |                  | Nigéria                  | Nigéria                 | 6 |               |                          |                          |                          |                          |               |       |       |
|  | C1                       | Nigéria          | Nigéria                  | Nigéria                 | 6 | 4             |                          |                          |                          |                          |               |       |       |
|  | C1                       | Nigéria          |                          |                         |   | 4             | augusztus 24. – Montréal |                          |                          |                          |               |       |       |
|  | D2                       | Új-Zéland        | 1                        |                         |   |               |                          |                          |                          |                          |               |       |       |
|  | D2                       | Új-Zéland        | 1                        |                         |   | Nigéria       | Nigéria                  | 0                        |                          |                          |               |       |       |
|  | augusztus 16. – Edmonton |                  |                          |                         |   | Nigéria       | Nigéria                  | 0                        |                          |                          |               |       |       |
|  |                          |                  | Németország              | Németország             | 1 |               |                          |                          |                          |                          |               |       |       |
|  | B1                       | Németország      | Németország              | Németország             | 1 | 2             |                          |                          |                          |                          |               |       |       |
|  | B1                       | Németország      | augusztus 20. – Montréal |                         |   | 2             |                          |                          |                          |                          |               |       |       |
|  | A2                       | Kanada           | 0                        |                         |   |               |                          |                          |                          |                          |               |       |       |
|  | A2                       | Kanada           | 0                        |                         |   | Németország   | Németország              | 2                        | Bronzmérkőzés            | Bronzmérkőzés            | Bronzmérkőzés |       |       |
|  | augusztus 17. – Montréal |                  |                          |                         |   | Németország   | Németország              | 2                        | Bronzmérkőzés            | Bronzmérkőzés            | Bronzmérkőzés |       |       |
|  |                          |                  | Franciaország            | Franciaország           | 1 |               |                          | augusztus 24. – Montréal | augusztus 24. – Montréal | augusztus 24. – Montréal |               |       |       |
|  | D1                       | Franciaország    | Franciaország            | Franciaország           | 1 | 0 (4)         |                          | augusztus 24. – Montréal | augusztus 24. – Montréal | augusztus 24. – Montréal |               |       |       |
|  | D1                       | Franciaország    |                          |                         |   |               |                          | Észak-Korea              | Észak-Korea              | 2                        |               |       |       |
|  | C2                       | Dél-Korea        | 0 (3)                    |                         |   |               |                          | Észak-Korea              | Észak-Korea              | 2                        |               |       |       |
|  | C2                       | Dél-Korea        | 0 (3)                    |                         |   | Franciaország | Franciaország            | 3                        |                          |                          |               |       |       |
|  |                          |                  |                          |                         |   | Franciaország | Franciaország            | 3                        |                          |                          |               |       |       |

### Negyeddöntők
| 2014. augusztus 16. 17:00 (23:00) |

| Észak-Korea                                                                                                  | 1–1 (h. u.)                 | Egyesült Államok           |
| --- | --------------------------- | -------------------------- |
| Cson Szojon (Jon So Yon) 54' (11-esből)                                                                      | (0–1, 1–1, 1–1) Jegyzőkönyv | Doniak 6'                  |
| Büntetőpárbaj                                                                                                |                             |                            |
| Cson Szojon (Jon So Yon) Cshö Jungjong (Choe Yun Gyong) Ri Gjonghjang (Ri Kyong Hyang) Rim Szeok (Rim Se Ok) | 3–1                         | Jordan Horan Lavelle Amack |

| BMO Field, Toronto Nézőszám: 7854 Játékvezető: Bibiana Steinhaus (német) |

| 2014. augusztus 16. 18:00 (2:00) |

| Németország          | 2–0               | Kanada |
| -------------------- | ----------------- | ------ |
| Bremer 24' Knaak 82' | (1–0) Jegyzőkönyv |        |

| Commonwealth Stadion, Edmonton Nézőszám: 22 421 Játékvezető: Salomé di Iorio (argentin) |

| 2014. augusztus 17. 17:00 (22:00) |

| Nigéria                       | 4–1               | Új-Zéland   |
| ----------------------------- | ----------------- | ----------- |
| Oshoala 1' 12' Sunday 84' 90' | (2–0) Jegyzőkönyv | Rolston 89' |

| Moncton Stadion, Moncton Nézőszám: 3588 Játékvezető: Jamagisi Szacsiko (japán) |

| 2014. augusztus 17. 19:00 (1:00) |

| Franciaország                               | 0–0 (h. u.) | Dél-Korea |
| ------------------------------------------- | ----------- | --- |
|                                             | Jegyzőkönyv | |
| Büntetőpárbaj                               |             | |
| Toletti Dafeur Mbock Bathy Périsset Lavogez | 4–3         | Csang Szelgi (Jang Sel-gi) Oh Jonhi (Oh Yeon-hee) Kim Hjejong (Kim Hye-yeong) Namgung Jedzsi (Namgung Yeji) I Szubin (Lee Su-bin) |

| Olimpiai Stadion, Montréal Nézőszám: 4954 Játékvezető: Quetzalli Alvarado (mexikói) |

### Elődöntők
| 2014. augusztus 20. 20:00 (1:00) |

| Észak-Korea                                                      | 2–6               | Nigéria                                    |
| ---------------------------------------------------------------- | ----------------- | ------------------------------------------ |
| Ri Unsim (Ri Un Sim) 31' Cson Szojon (Jon So Yon) 62' (11-esből) | (1–2) Jegyzőkönyv | Dike 2' Oshoala 24' 60' 68' 85' Sunday 55' |

| Moncton Stadion, Moncton Nézőszám: 4871 Játékvezető: Margaret Domka (amerikai) |

| 2014. augusztus 20. 20:00 (2:00) |

| Németország              | 2–1               | Franciaország   |
| ------------------------ | ----------------- | --------------- |
| Bremer 12' Petermann 81' | (1–1) Jegyzőkönyv | Mbock Bathy 45' |

| Olimpiai Stadion, Montréal Nézőszám: 6634 Játékvezető: Kulcsár Katalin (magyar) |

### Bronzmérkőzés
| 2014. augusztus 24. 16:00 (22:00) |

| Észak-Korea                                             | 2–3               | Franciaország                       |
| ------------------------------------------------------- | ----------------- | ----------------------------------- |
| Ri Unjong (Ri Un Yong) 48' Cshö Unhva (Choe Un Hwa) 68' | (0–0) Jegyzőkönyv | Lavogez 53' Diallo 66' Tounkara 79' |

| Olimpiai Stadion, Montréal Nézőszám: 15 822 Játékvezető: Jamagisi Szacsiko (japán) |

### Döntő
| 2014. augusztus 24. 19:00 (1:00) |

| Nigéria | 0–1 (h. u.)                 | Németország   |
| ------- | --------------------------- | ------------- |
|         | (0–0, 0–0, 0–1) Jegyzőkönyv | Petermann 98' |

| Olimpiai Stadion, Montréal Nézőszám: 15 822 Játékvezető: Carol Anne Chenard (kanadai) |

| A 2014-es U20-as női labdarúgó-világbajnokság győztese |
| ------------------------------------------------------ |
| · Németország · 3. cím                                 |

## Gólszerzők
A világbajnokság eddigi legeredményesebb gólszerzői.
7 gólos
- Asisat Oshoala

5 gólos
- Pauline Bremer
- Sara Däbritz

4 gólos
- Claire Lavogez

3 gólos
- Juliette Kemppi
- Faustine Robert
- Theresa Panfil
- Lena Petermann
- Uchechi Sunday
- Cson Szojon (Jon So Yon)
- Ri Unsim (Ri Un Sim)
- Lindsey Horan

2 gólos
- Janine Beckie
- Csu Pej-jen (Zhu Beiyan)
- Clarisse Le Bihan
- Sherifatu Sumaila
- Tanya Samarzich
- Emma Rolston
- Steph Skilton
- Courtney Dike
- I Szodam (Lee So-dam)

1 gólos
- Byanca
- Carol
- Nichelle Prince
- Valerie Sanderson
- Csang Csen (Zhang Chen)
- Lej Csia-huj (Lei Jiahui)
- Tang Csia-li (Tang Jiali)
- Csang Csu (Zhang Zhu)
- Melissa Herrera
- Michelle Montero
- Martha Harris
- Beth Mead
- Nikita Parris
- Sini Laaksonen
- Aminata Diallo
- Kadidiatou Diani
- Griedge Mbock Bathy
- Ouleymata Sarr
- Mylaine Tarrieu
- Aïssatou Tounkara
- Rebecca Knaak
- Jennifer Cudjoe
- Fabiola Ibarra
- Megan Lee
- Tayla OBrien
- Loveth Ayila
- Osarenoma Igbinovia
- Chinwendu Ihezuo
- Cshö Jungjong (Choe Yun Gyong)
- Cshö Unhva (Choe Un Hwa)
- Kim Szohjang (Kim So Hyang)
- Ri Unjong (Ri Un Yong)
- Jennifer Mora
- Silvana Romero
- I Gummin (Lee Geum-min)
- Kim Szoi (Kim So-yi)
- Makenzy Doniak
- Rose Lavelle

1 öngól
- Fabiola Villalobos (Franciaország elleni mérkőzésen)